# Westerlund 1
Westerlund 1 (Wd1) is de massiefste jonge sterrenhoop in de Melkweg. Hij bevindt zich in het sterrenbeeld Altaar, heeft een massa van ongeveer 60.000 zonnemassa's en ligt op een afstand van 4 à 5 kpc van de aarde. De sterrenhoop is in 1961 ontdekt door de Zweedse astronoom Bengt Westerlund.
Wegens zijn relatieve nabijheid kunnen individuele sterren geobserveerd worden, ook sterren kleiner dan de zon. De cluster bevat een aantal zeldzame massieve sterren, waaronder zes gele hyperreuzen, drie rode superreuzen, 24 Wolf-Rayetsterren en meer dan 80 blauwe superreuzen. Met een leeftijd van ongeveer 5 miljoen jaar zullen de meeste zware sterren in Wd1 geëvolueerd zijn tot supernova's. Deze supernova's zijn bronnen van kosmische straling. De sterrenwind van de Wolf-Rayetsterren zal in de boegschok ook deeltjes versnellen en daarmee een energierijke straling uitzenden. Daardoor zijn jonge massieve sterrenhopen als Wd1 een bron van sterke gammastralen.

## Studie

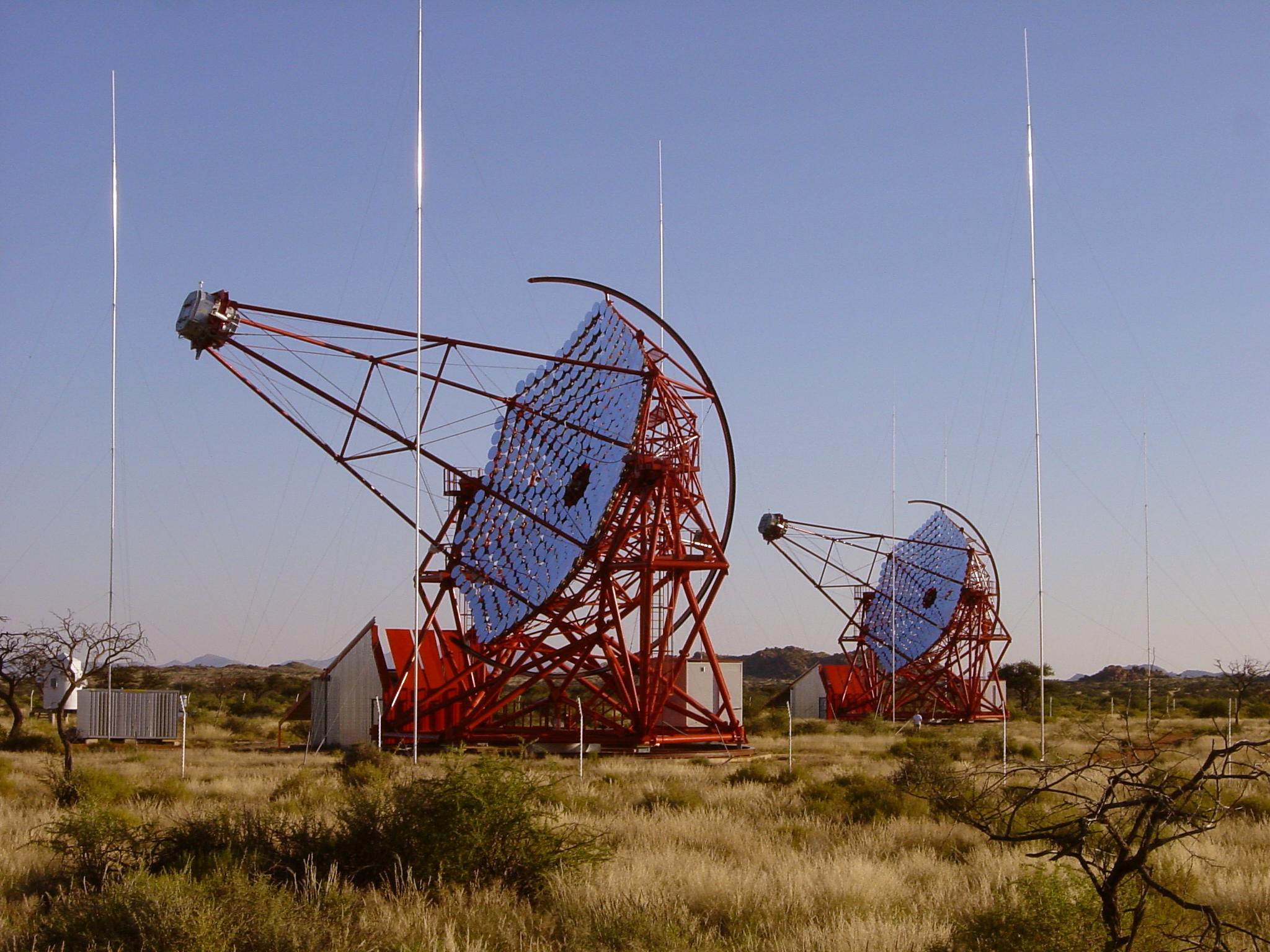
De CT2 en CT3 telescopen van HESS in Namibië

Het Westerlund 1-gebied werd bestudeerd met het High Energy Stereoscopic System (H.E.S.S.) in 2004-2008 tijdens de studie van de Melkweg en tijdens andere speciale waarnemingen. Dit leverde 34 uren hoogkwalitatieve gegevens op.
Zo ontdekte men een emissiegebied van energetische gammastralen rond Westerlund 1 zelf met een diameter van 2 graden. Dit maakt het gebied een van de krachtigste stralingsgebieden die ooit werden waargenomen. De juiste emissiebron bepalen is moeilijk. Zo kan pulsar J1648-4611 bijdragen tot de stralingsenergie, maar hij alleen kan de waargenomen energie niet verklaren. De radiowaarnemingen, samen met de röntgen- en infraroodwaarnemingen tonen aan dat Wd1 voor meer dan 40% uit binaire sterren bestaat.
Een andere bron is W9 die vooral op 8,6 GHz straalt en de sterkste radiobron in Wd1 is. De radiostructuur van W9 is een compacte radiobron omgeven door een uitgebreid emissiegebied. De spectrale index van de compacte bron komt overeen met de thermische emissie van de sterrenwind. Het emissiegebied komt overeen met lichtsterke blauwe variabelen. Dit laat een massaverlies vermoeden vergelijkbaar met andere galactische voorbeelden zoals de Pistoolster. Het blijft echter gissen of W9 op 't ogenblik een eruptie ondergaat. Uit de sterke röntgenmetingen staat vast dat W9 een binair stelsel is omdat de straling te groot is om van één ster alleen te komen. In elk geval blijft W9 nog een voorwerp van onderzoek.